# Martinus-Nijhoff-Brücke
Die Martinus-Nijhoff-Brücke (niederländisch Martinus Nijhoffbrug) überspannt zwischen den niederländischen Gemeinden Zaltbommel und West Betuwe die Waal, den südlichen Arm des Rheins im Rhein-Maas-Delta. Auf der 1993 bis 1996 errichteten rund 990 Meter langen Schrägseilbrücke verläuft der Rijksweg 2, eine der wichtigsten Nord-Süd-Verbindungen in den Niederlanden, sowie zwei Fußgänger- und Fahrradwege. Das weithin sichtbare Bauwerk befindet sich bei Rhein-Kilometer 933,60 und Kilometer 75,23 der niederländischen Wasserstraße 101 (Rhein–Waal–Boven-Merwede–Beneden-Merwede–Noord).
Die Vorlandbrücke hat eine Länge von 565,05 Metern. Die von der symmetrischen Schrägseilkonstruktion getragene Strombrücke misst 423,37 Meter bei einer maximalen Stützweite von 256 Metern. Die Vorlandbrücke ist 34,38 Meter breit, die Strombrücke 38,84 Meter. Für den Straßenverkehr stehen 2 × 3 Richtungsfahrbahnen mit einer Breite von 32,55 Metern (inkl. Mittelstreifen) zur Verfügung. Die 120 Trageseile bestehen aus 160 bis 280 Millimeter dicken, mit High Density Polyethylen beschichteten Spannstahlkabeln. Die Gesamtlänge der Kabel beträgt rund 540 Kilometer. Die Konstruktion hängt im Fächersystem an vier jeweils 71,66 Meter hohen und 3,14 bis 5,40 Meter dicken Pylonen. Insgesamt wurden bei der Brücke rund 58.000 Kubikmeter Beton und 5.776 Tonnen Stahl (ohne Schrägseile) verbaut.
Das am 18. Januar 1996 von der damaligen Verkehrsministerin Annemarie Jorritsma eröffnete Bauwerk ist nach dem Lyriker Martinus Nijhoff (1894–1953) benannt. Dieser hatte 1934 der Brücke von Bommel, dem inzwischen abgerissenen historischen Vorgänger der heutigen Autobahnbrücke, in einem Sonett eine Textzeile gewidmet. Unmittelbar neben der Martinus-Nijhoff-Brücke befindet sich die historische Dr.-W.-Hupkes-Eisenbahnbrücke.

## Bildergalerie

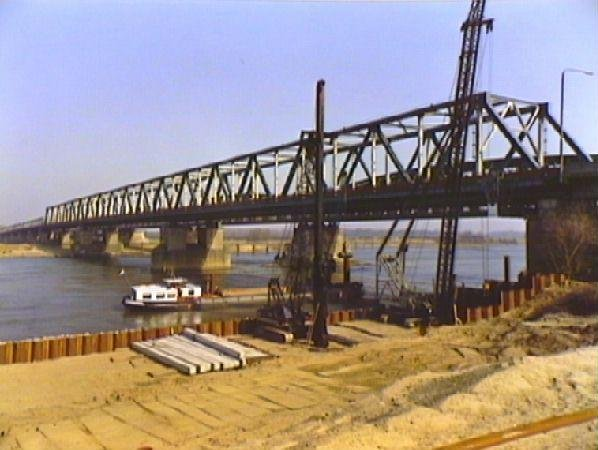
Beginn der Bauarbeiten, 1993
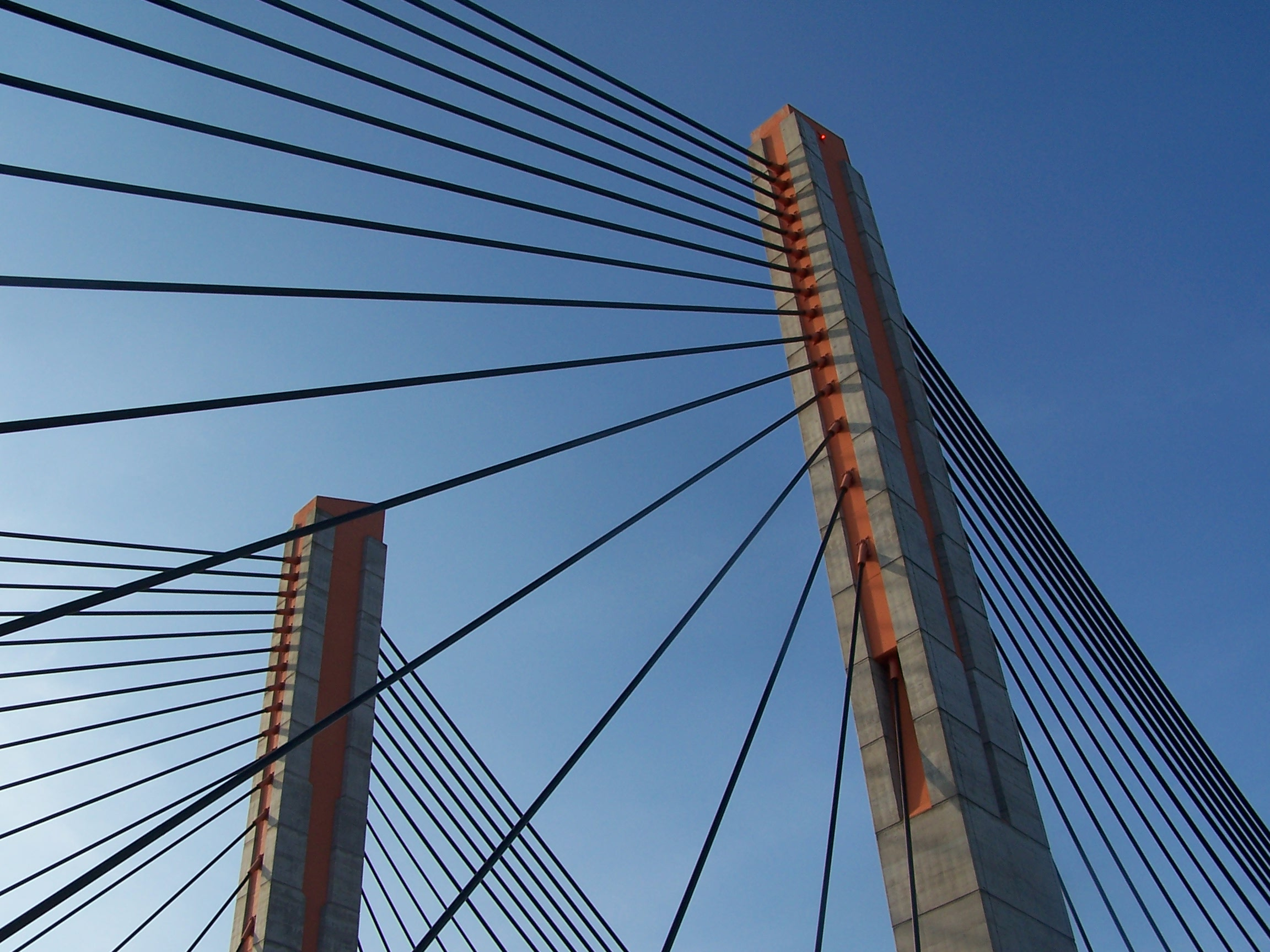
Schrägseilkonstruktion, 2005
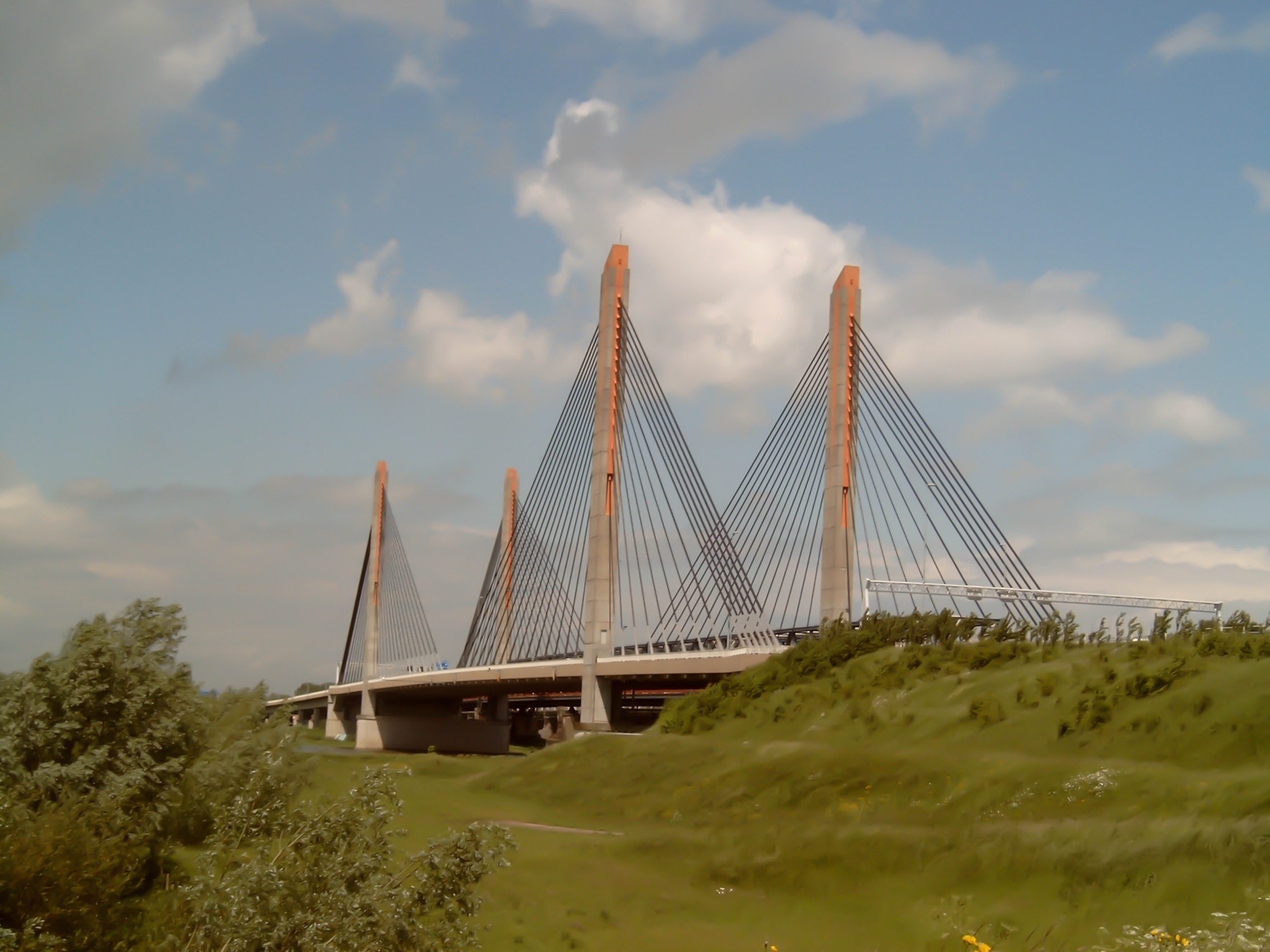
Martinus-Nijhoff-Brücke, 2006
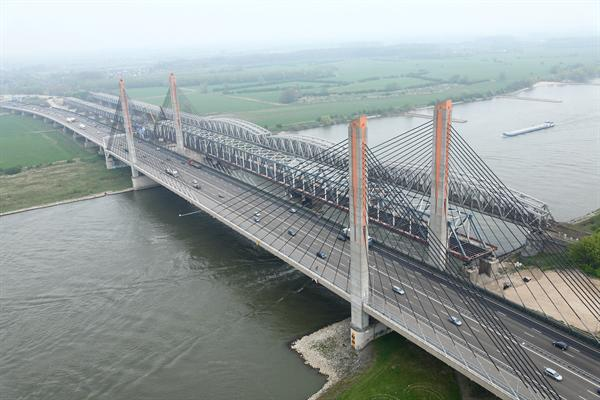
Martinus-Nijhoff-Brücke, 2007